# Космическая привязь

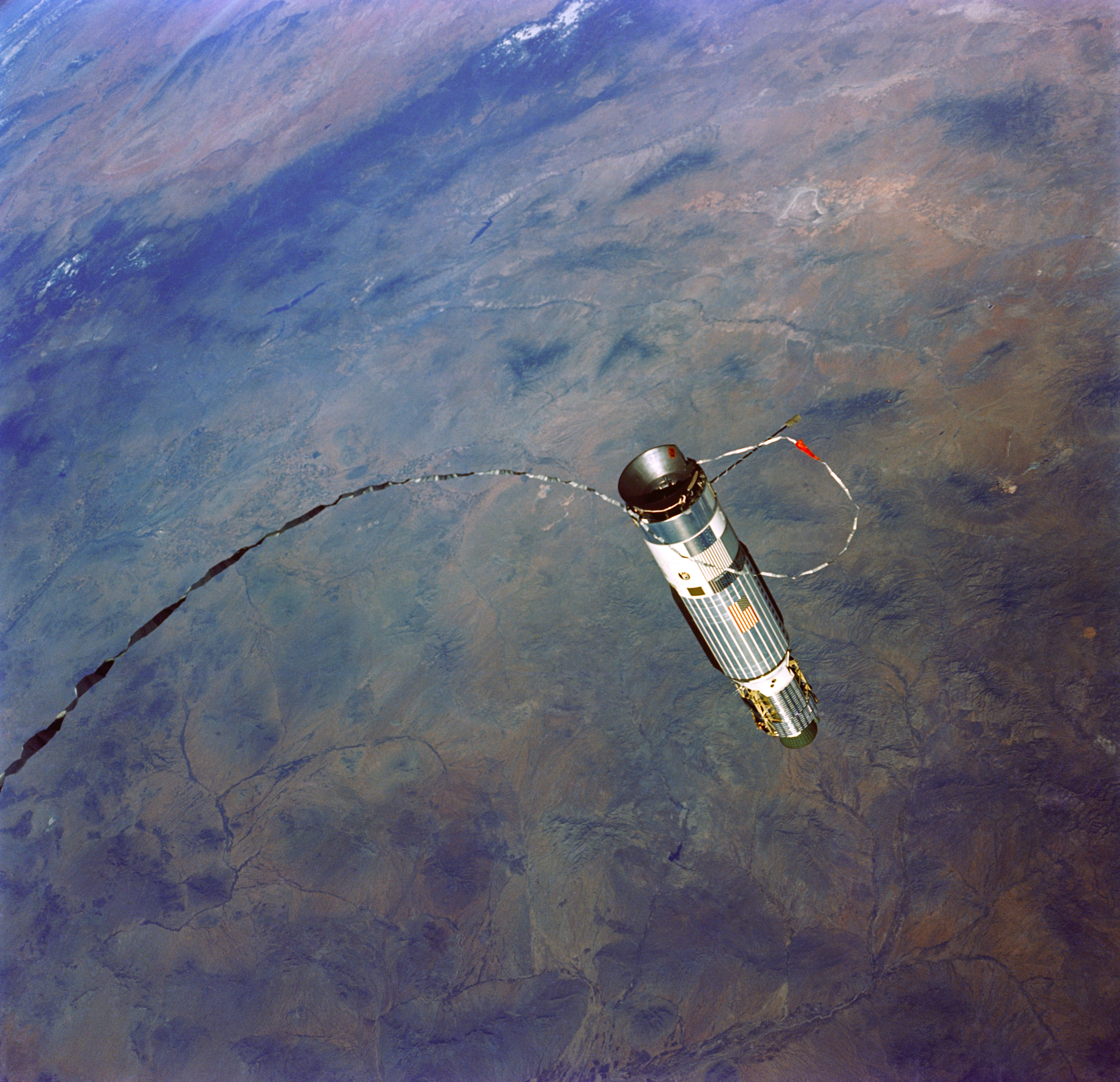
Эксперимент Gemini 12 с привязанной станцией

Космические привязи — длинные тросы, которые можно использовать для движения, обмена импульсами, стабилизации и управления ориентацией или для поддержания взаимного расположения компонентов большой системы спутников или космических кораблей с разбросанными датчиками. В зависимости от целей и высоты полёта космический полёт с использованием этой формы движителя космического корабля теоретически считается значительно менее дорогим, чем космический полёт с использованием только ракетных двигателей.

## Основные методы
Тросовые спутники могут быть использованы для различных целей, включая исследования тяговых движителей, приливной стабилизации и орбитальной динамики плазмы. Пять основных методов использования космических привязей находятся в разработке.
Электродинамические тросы
Электродинамические тросы в основном используются для создания тяги. Это проводящие тросы, которые с помощью тока могут генерировать тягу или сопротивление, отталкиваясь от планетарного магнитного поля, почти так же, как это делает электродвигатель.
Импульсно-обменные тросы
Это могут быть либо вращающиеся привязи, либо невращающиеся привязи, которые захватывают прибывающий космический корабль и затем выпускают его на другую орбиту с другой скоростью. Тросы обмена импульсом могут использоваться для орбитального маневрирования или как часть космической транспортной системы с планетарной поверхностью на орбиту / на орбиту к скорости вылета.
Привязная формация, летающая
Обычно это непроводящий трос, который точно поддерживает заданное расстояние между несколькими космическими аппаратами, летящими в строю.
Электрический парус
Вариант солнечного паруса с электрически заряженными привязями, который создает импульс, отталкиваясь от ионов солнечного ветра.
Универсальная система орбитальной поддержки
Концепция для подвешивания объекта на привязной орбите в космосе.
Было предложено много применений для космических привязей, включая развертывание в качестве космических лифтов, в качестве скайхуков и для выполнения орбитальных передач без использования ракетного топлива.

## История
Константин Циолковский однажды предложил башню, настолько высокую, что она достигла космоса, так что она будет удерживаться там вращением Земли. Однако в то время не было реалистичного способа его построить.
В 1960 году в «Комсомольской правде» была опубликована статья Юрия Арцутанова с подробным изложением идеи растягивающего троса, который должен быть проложен от геосинхронного спутника вниз к земле и вверх, держа кабель сбалансированным. Это идея космического лифта, тип синхронной привязи, которая вращается вместе с землёй. Однако, учитывая технологии материалов того времени, это тоже было непрактично на Земле.
В 1970-х годах Джером Пирсон самостоятельно придумал идею космического лифта, иногда называемого синхронным тросом, и, в частности, проанализировал лунный лифт, который может проходить через точки L1 и L2, и было обнаружено, что это уже возможно с материалами, существующими на тот момент.
В 1977 году Ханс Моравек и позже Роберт Форвард исследовали физику несинхронных небесных скайхуков, также известных как вращающиеся небесные скайхуки, и выполнили детальное моделирование конических вращающихся привязей, которые могли отрывать объекты от поверхности и помещать их на Луну, Марс и другие планеты, с небольшими потерями или даже чистым приростом энергии.
В 1979 году НАСА изучило осуществимость этой идеи и дало направление на изучение привязных систем, особенно привязанных спутников.
В 1990 году Э. Сармонт предложил не вращающийся Орбитальный Скайхук для космической транспортной системы со скоростью полёта от Земли до орбиты и скорости его выхода в статье «Орбитальный Скайхук: доступ к космосу». В этой концепции суборбитальная ракета-носитель будет лететь к нижнему концу Скайхука, в то время как космический корабль, направляющийся на более высокую орбиту или возвращающийся с более высокой орбиты, будет использовать верхний конец.
В 2000 году НАСА и Боинг рассмотрели концепцию HASTOL, в которой вращающийся трос доставлял полезные грузы с гиперзвукового самолёта (на половине орбитальной скорости) на орбиту.

### Миссии
Тросовый спутник — это спутник, связанный с другим космическим тросом. Был запущен ряд спутников для тестирования технологий привязи, с различной степенью успеха.

## Типы
Существует много разных (и частично совпадающих) типов привязей.

### Импульсно-обменные тросы, вращающиеся
Обменно-импульсные тросы — одно из многих применений космических привязей. Тетеры обмена импульсами бывают двух типов; вращающийся и не вращающийся. Вращающийся трос создаст контролируемую силу на конечных массах системы благодаря центробежному ускорению. Пока система привязи вращается, объекты на любом конце привязи будут испытывать постоянное ускорение; Величина ускорения зависит от длины троса и скорости вращения. Обмен импульсом происходит, когда торцевое тело высвобождается во время вращения. Передача импульса освобожденному объекту приведет к тому, что вращающийся трос потеряет энергию и, следовательно, потеряет скорость и высоту. Однако, используя электродинамическое тяговое усилие или ионную тягу, система может затем заново усилить себя с небольшим расходом или без затрат расходуемой реакционной массы.

### Orbital Skyhook
Вращающийся и приливно стабилизированный скайхук на орбите.
Скайхук — это теоретический класс движущихся по орбите привязных тросов, предназначенных для подъёма полезных нагрузок на большие высоты и скорости. Предложения для скайхуков включают проекты, в которых используются привязные тросы, вращающиеся с гиперзвуковой скоростью, для захвата высокоскоростных полезных грузов или высотных самолётов и вывода их на орбиту.

### Электродинамический трос
Электродинамические тросы — это длинные проводящие провода, например, развернутые со спутника-троса, которые могут работать на электромагнитных принципах в качестве генераторов путем преобразования их кинетической энергии в электрическую энергию или в качестве двигателей, преобразуя электрическую энергию в кинетическую энергию. Электрический потенциал генерируется через проводящий трос при его движении через магнитное поле Земли. Выбор металлического проводника для использования в электродинамическом тросе определяется множеством факторов. К основным факторам обычно относятся высокая электропроводность и низкая плотность. Вторичные факторы, в зависимости от применения, включают стоимость, прочность и температуру плавления.
В документальном фильме «Сироты Аполлона» была описана электродинамическая привязь как технология, которая должна была использоваться для удержания российской космической станции «Мир» на орбите.

### Привязная формация, летающая
Это использование (обычно) непроводящего троса для соединения нескольких космических аппаратов. Предложенный в 2011 году эксперимент по изучению этой техники — это привязанный эксперимент для межпланетных операций на Марсе (TEMPO³).

### Универсальная система орбитальной поддержки
Теоретический тип невращающейся привязной спутниковой системы, это концепция для обеспечения космической поддержки вещей, подвешенных над астрономическим объектом. Орбитальная система представляет собой систему связанных масс, в которой верхняя опорная масса (А) размещена на орбите вокруг данного небесного тела, так что она может поддерживать взвешенную массу (В) на определённой высоте над поверхностью небесного тела, но ниже чем (А).

## Технические трудности

### Гравитационно-градиентная стабилизация
Описание сил, способствующих поддержанию выравнивания градиента силы тяжести в системе привязи.
Кроме вращающихся, тросы могут быть также прямыми за счет небольшого различия силы тяжести по их длине.
Система невращающихся тросов имеет устойчивую ориентацию, которая выровнена вдоль локальной вертикали (земли или другого тела). Обычно каждый космический аппарат имеет баланс гравитационного (например, Fg1) и центробежного (например, Fc1), но при связывании привязью эти значения начинают изменяться относительно друг друга. Это явление происходит потому, что без привязи масса на большой высоте будет двигаться медленнее, чем масса на более низкой высоте. Система должна двигаться с одной скоростью, поэтому трос должен замедлить нижнюю массу и ускорить верхнюю. Центробежная сила привязанной верхней части тела увеличивается, в то время как сила меньшей высоты уменьшается. Это приводит к тому, что центробежная сила верхней части тела и гравитационная сила нижней части тела являются доминирующими. Эта разница в силе естественным образом выравнивает систему по локальной вертикали, как показано на рисунке.

### Атомарный кислород
Объекты на низкой околоземной орбите подвергаются заметной эрозии от атомарного кислорода из-за высокой орбитальной скорости удара молекул, а также их высокой реакционной способности. Это может быстро разрушить привязь.

### Микрометеориты и космический мусор
Простые одноцепочечные привязи подвержены микрометеоритам и космическому мусору. С тех пор было предложено и протестировано несколько систем для улучшения устойчивости к загрязнению:
- Военно-морская научно-исследовательская лаборатория США успешно запустила трос длиной 6 км и диаметром 2-3 мм с внешним слоем оплетки Spectra 1000 и сердцевиной из акриловой пряжи. Этот спутник, эксперимент по физике и живучести (TiPS), был запущен в июне 1996 года и оставался в эксплуатации в течение 10 лет, а в июле 2006 года окончательно вышел из строя.
- Доктор Роберт Хойт[англ.] запатентовал спроектированную круглую сеть, так что деформации срезанной нити будут автоматически перераспределяться вокруг оторванной нити. Это называется Хойтезер (англ. Hoytether). Хойтезеры теоретически живут десятилетиями.
- Исследователи из JAXA также предложили сетевые привязи для своих будущих миссий.

Большие куски мусора по-прежнему могут разрезать большинство привязей, включая улучшенные версии, перечисленные здесь, но в настоящее время они отслеживаются на радаре и имеют предсказуемые орбиты. Трос можно шевелить, чтобы увернуться от известных кусков мусора, или использовать двигатели для изменения орбиты, избегая столкновения.